# Leegemoorgesellschaft
Die Leegemoorgesellschaft ist ein seit dem 16. Jahrhundert auf genossenschaftlicher Basis geführter Verband von Interessenten (ähnlich der heutigen Aktionäre)  in der Stadt Norden (Ostfriesland). Er gehört dort zu den drei alten, bis heute tagenden Genossenschaften (Theelacht, Altenbürgerlanden, Leegemoorgesellschaft). Die 95 Anteile der Leegemoorgesellschaft sind auf Interessenten verteilt, die jährlich zwei Auszahlungen erhalten und an der Abrechnungsversammlung teilnehmen können. Der größte Teil des Landes der Leegemoorgesellschaft nahe Norden ist heute Gewerbegebiet.

## Ursprünge
Die Leegemoorgesellschaft beruft sich auf eine Erbpachturkunde des Grafen Ulrich II. von Ostfriesland vom 12. Oktober 1632. Neuere Forschungen haben aber ergeben, dass sie bereits 1562 bestand. In einer Urkunde des Grafen Edzard II. von Ostfriesland vom 23. April 1562 wurden ihr 95 Diemat übergeben. Die erste vollständige Auflistung der Namen der Interessenten an den 95 Grasen stammt aus dem Jahre 1613. Seitdem werden die Anteile an der Gesellschaft auf dem Erbwege weitergereicht und nur vereinzelt verkauft.

## Verwaltung
Die Leegemoorgesellschaft wird verwaltet von der sogenannten Technischen Deputation, an deren Spitze die beiden Vierten (Ältester und Jüngster Vierter) stehen. Es wird versucht, stets den Anteil der Bürger und der Landwirte gleich zu halten. Auch der Landkreis Aurich ist Teilhaber der Gesellschaft.

## Tradition
Der Landbesitz der Leegemoorgesellschaft war früher Gemeinweide, die "vornehmen" Bürgern von Norden, die mindestens ein Vermögen von 1000 Reichstalern besaßen, zur Verfügung stand. Aus diesem Kreis entstand wahrscheinlich die Leegemoorgesellschaft, die nach altem Brauch ("na oll Wennst") Versammlungen und jährlich zu Lichtmess am 2. Februar einen "Schmus" (Festessen) abhielt. Dies wird bis heute beibehalten. Dabei darf ausschließlich ostfriesisches Plattdeutsch gesprochen werden. Dementsprechend wird der erste Teil der Versammlung auch "Ofrekensversammeln" genannt. Teilnehmen dürfen nur männliche Interessenten oder ihre bevollmächtigten Vertreter ("Lepelgasten"). "Ollst Veert" und "Jungst Veert" leiten die Versammlung. Es wird mit Doornkaat-Schnaps mit Bitter "up Leegemoors Wohlfahrt" getrunken und aus langen weißen Tonpfeifen geraucht. Beim Schmus ist immer auch ein Ehrengast geladen und in dessen Verlauf wird auch auf die nicht anwesenden Damen eine Rede gehalten wird ("Proot för de Frolü"). Das Essen ist alljährlich gleich und traditionell deftig.
Auch wenn der Verwaltung es seit langer Zeit gelingt, respektable Ausschüttungen zu ermöglichen, steht heute der gesellschaftlich-gemeinschaftliche Aspekt im Vordergrund.

## Nachweise
1. ↑  Aurich: Der Landkreis Aurich rührt in vielen Töpfen. Ostfriesische Nachrichten, 25. Februar 2007, abgerufen am 12. Dezember 2010.

- Up Leegemoors Wolfahrt, 350 Jahre Leegemoorsgesellschaft zu Norden (Festschrift), herausgegeben von der Technischen Deputation, aufgeschrieben von Ufke Cremer und Eberhard Rack, Norden 1982, ISBN 3-922365-25-6
- Up Leegemoors Wohlfahrt, 375 Jahre..., fortgeführt von Johann Haddinga, Norden 2007
- Ostfriesischer Kurier vom 30. März 2005, S. 9, und vom 1. März 2008, Beilage Heim und Herd S. 5 ff.